# Nesvatbov
Nesvatbov je dokumentární film Eriky Hníkové z roku 2010. Pojednává o vesnici Zemplínske Hámre na východním Slovensku (okres Snina), která pomalu vymírá. Tomu se ale brání její starosta Jozef Gajdoš, který různými prostředky přesvědčuje svobodné třicátníky, aby se oženili.
Film vznikal tři roky. Hníková filmovala na HDV kameru.
Film se promítal při slavnostním zahájení Mezinárodního festivalu dokumentárních filmů v Jihlavě, ve dnech 22.–24. listopadu 2010 bylo možno film zhlédnout na portálu iDNES.cz.

## Účast na filmových festivalech
Světovou premiéru měl film v Jihlavě, v únoru 2011 byl také uveden na Berlinale v sekci Forum, kde získal cenu čtenářů deníku Tagesspiegel pro nejlepší film sekce Forum. V plánu je uvedení na Hot Docs v Torontu, Doc Aviv v Tel Avivu, Planete Doc Review ve Varšavě, BAFICI v Buenos Aires, goEast ve Wiesbadenu a Crosing Europe v Linci.

## Recenze
- Vojtěch Rynda, Lidové noviny, 9. prosince 2010 [nedostupný zdroj]
- František Fuka, FFFilm, 9. prosince 2010